# Koera-Araxescultuur
De Koera-Araxescultuur of vroege Transkaukasische cultuur, was een beschaving die bestond van 3400 tot ongeveer 2000 v.Chr.
De cultuurnaam is afgeleid van de riviervalleien Koera en Araxes. Het grondgebied komt overeen met het huidige Armenië, Georgië, Turkije en de Kaukasus.
Het vroegste bewijs voor deze cultuur is te vinden op de Araratvlakte. Vandaar verspreidde de cultuur zich omstreeks 3000 v.Chr. naar Georgië, waar ze de Sjoelaveri-Sjomoecultuur verving, en in de tweede millennium v.Chr. opgevolgd werd door de Trialeticultuur. Tijdens het volgende millennium verspreidde ze zich westwaarts naar Erzurumvlakte, ten zuidwesten van Cilicië, en in het zuidoosten tot een ruimte onder het Urmiabekk en het Vanmeer.
In totaal heeft de Koera-Araxescultuur tijdens haar grootste verspreiding een oppervlakte omvat van ongeveer 1000 bij 500 km.
Mogelijk kan het Khirbet Kerak-aardewerk, gevonden in Syrië en Kanaän na de val van het Akkadische Rijk, afgeleid worden van deze cultuur.